# 結城安浩
結城 安浩（ゆうき やすひろ、1977年2月25日 - ）は、日本の歌手。埼玉県生まれ。ESCOLTAメンバー。HANASAKA23メンバー｡ 
18歳からプロとしての音楽活動を開始｡スタジオワークやセッションを経験しながら、バックコーラス、サポートミュージシャンとしてJ-POP歌手の全国コンサートツアーなどに参加｡ 
石本大介と「Talking Woods」を結成。解散後、ESCOLTAのオーディションに合格。ESCOLTAに加入後も、シンガーソングライターとしてのソロ活動を継続し、また向井成一郎と「HANASAKA23」を結成し、ライブ活動を行っている。

## 略歴
- 2003年6月､「Talking Woods」を結成｡
- 2004年3月､「Talking Woods」の1stミニアルバム『Talking Woods』をリリース。
- 2005年､Talking Woods 解散｡
- 2006年､ヴォーカルグループESCOLTAのオーディションに合格。
- 2006年12月5日､ESCOLTAとしての活動を開始する。
- 2008年4月4日､シンガーソングライターの向井成一郎と音楽ユニット｢Y&S co.ltd｣を結成｡のちに「HANASAKA23」に改名。

## CD

### ESCOLTA

#### シングル
- 2007年7月2日 『ESCOLTA』（山野楽器・Amazon限定発売）
- 2008年7月30日 『今も好きだから〜時は流れて』

#### アルバム
- 2007年11月14日 『愛の流星群』
- 2008年10月1日 『JOURNEY AROUND THE BLUE MARBLE』（初回限定版はDVDと写真集付）
- 2010年11月24日 『GLORIA SIRENA』
- 2012年8月1日 『愛のうた』（初回限定版はDVD付）

#### 企画アルバム
- 2009年9月16日 『FACE TO FACE』（コンサート・イベント会場、山野楽器・WEB限定発売）
- 2009年11月26日 『Noel～CHRISTMAS SONGS』 (山野楽器・WEB限定発売)
- 2010年9月1日 『ASCOLTA』
- 2013年7月17日 『ひとつの空』

## DVD
- 2012年1月8日 『Road to Mario Tashiro ～history by 2011～』
- 2014年1月11日 『Road to Mario Tashiro ～Sing my Life～』

### ESCOLTA
- 2008年9月23日 『The Marble Shot』
- 2010年9月1日 『ESCOLTV』
- 2012年12月12日 『ESCOLTA Singing Drama 2012～愛のうた～』(コンサートDVD)
- 2013年5月7日『ESCOLTA Singing Drama 〜Symphony〜 2014』(コンサートDVD)

## テレビ出演
- 2007年3月11日 ソロモン流（テレビ東京）
- 2007年9月18日 ザ・ワイド（日本テレビ）
- 2007年11月11日 めざましテレビ（フジテレビ）
- 2008年1月30日 さらさらサラダ（NHK名古屋）
- 2008年2月11日 まるごと福岡とくテレ（NHK福岡）
- 2008年2月24日 題名のない音楽会（テレビ朝日）
- 2008年4月13日 日本の歌ふるさとの歌（NHK）
- 2008年8月30日 ぐるっと関西（NHK関西）
- 2008年9月25日 THE 座（チバテレビ）
- 2008年9月27日 ミューズの晩餐（テレビ東京）
- 2008年12月4日 エンタの味方（TBS）
- 2009年1月11日 エンプラ（TBS）
- 2010年3月21日・4月30日・5月5日 日本の歌謡史を彩った作家達シリーズ 昭和の歌人たち 第16回 中村八大～「黒い花びら」から上を向いて歩こう」～(NHK BS2他)
- 2011年9月20日 歌謡チャリティーコンサート（NHK総合）
- 2012年5月2日・6日 第88回 日本選手権水泳競技大会 兼 第30回ロンドンオリンピック競技大会代表選手選考会（NHK）
- 2013年2月19日 『歌謡コンサート』(NHK)

## ラジオ出演

### ESCOLTA

#### レギュラー番組
- 2007年10月6日～2009年3月28日 『ESCOLTA de escort』（毎週金曜日25:00-25:30放送 TOKYO FM）
- 2007年10月28日・11月11日・12月9日、2008年1月20日・2月17日・3月16日『ESCOLTA de escort』（19:00-20:00放送 FM AICHI・エフエム大阪）*TOKYO FMとは別プログラム

#### 主なラジオ出演
- 2008年8月3日 『Primo ESCOLTA』（19:00-20:00放送 Nack5）

## 雑誌連載
- 雑誌『appeal+ing（アピーリング）』LAWSON 店頭限定発売 (2008 - 2010)
- フリーペーパー『Jam spot』毎月山野楽器限定発行 (2008 - 2011)

## ESCOLTAコンサート

### 1st コンサート『Singing Drama Vol.0』
- 2007年7月2日（月）STB139

### 2nd コンサート『Singing Drama Vol.1』
- 2007年9月5日（水）STB139

### 1st Tour 『Singing Drama 2008』
- 2008年2月9日(土) 東京・紀尾井ホール
- 2008年2月29日(金) 大阪・ザ・フェニックスホール
- 2008年3月1日(土) 名古屋・今池ガスホール
- 2008年3月5日（水）グローリア・チャペル キリスト品川教会
- 2008年3月6日（木）グローリア・チャペル キリスト品川教会

### 2nd Tour 『Singing Drama 2008 Autumn』
- 2008年9月23日(火・祝) 彩の国 さいたま芸術劇場・大ホール
- 2008年9月26日(金) 東京・新国立劇場 中劇場
- 2008年9月27日(土) 東京・新国立劇場 中劇場
- 2008年9月29日(月) 名古屋・アートピアホール
- 2008年10月1日(水) 三重県総合文化センター
- 2008年10月11日(土) 大阪芸術ホール
- 2008年10月14日(火) 東京国際フォーラム・ホールC

### 『Singing Drama 2009 ～Spring Special～』
- 2009年5月21日(木) グローリア・チャペル キリスト品川教会
- 2009年5月22日(金) グローリア・チャペル キリスト品川教会

### 『Singing Drama ～信じる者たちへの歌』
- 2009年8月3日(月) 赤坂アクトシアター

### 『Singing Drama 2009 NOEL ～夢の季節～』
- 2009年11月28日(土) 東京・新国立劇場 中劇場
- 2009年11月29日(日) 東京・新国立劇場 中劇場

### 『Singing Drama 2009 CAROL～Christmas Concert～』
- 2009年12月21日(月) 横浜ランドマークホール（ランドマークプラザ5F）

### 『Singing Drama 2010 「Acustico!」』
- 2010年6月2日(水)夜　グローリア・チャペル キリスト品川教会「Acustico!～UNO～」
- 2010年6月3日(木)昼　グローリア・チャペル キリスト品川教会「Acustico!～DOS～」
- 2010年6月3日(木)夜　グローリア・チャペル キリスト品川教会「Acustico!～TRES～」
- 2010年6月4日(金)昼　グローリア・チャペル キリスト品川教会「Acustico!～CUATRO～」
- 2010年6月4日(金)夜　グローリア・チャペル キリスト品川教会「Acustico!～FINAL～」

### 『Singing Drama 2011 「GLORIA SIRENA」』
- 2011年2月4日(金) 東京国際フォーラム・ホールC

### 『Singing Drama 2011 ～未来への扉～』
- 2011年8月21日(日)　東京・恵比寿ザ・ガーデンホール

### 『Singing Drama 2012 ～infinity～』
- 2012年2月10日(金) 東京国際フォーラム・ホールC

### 『Singing Drama 2012 ～愛のうた～』
- 2012年9月16日(日) 東京国際フォーラム・ホールC

### 『その他のコンサート』
- 2007年5月27日 神奈川フィル・ポップスオーケストラ「GREATEST HITS vol.3」(神奈川県民ホール)
- 2008年4月18日 川井郁子ハートストリングスコンサート(青山劇場)
- 2008年5月31日～6月1日 小椋佳トリビュートコンサート (東京国際フォーラム ホールA)
- 2008年10月4日 TOKYOミュージックマラソン音楽祭2008 (東京国際フォーラム・ホールC)
- 2009年6月5日 Friendship Concert (茨城 龍ヶ崎市文化会館)
- 2009年10月13～15日 秋の屋久島クルーズ にっぽん丸ESCOLTA洋上コンサート (神戸発着 にっぽん丸船内)
- 2009年11月20日 TEMPEIコンサートツアー2009 (神奈川県民ホール 小ホール)
- 2010年5月2日 春野寿美礼コンサート20th Anniversary Live (ホテルグランパシフィックLE DAIBA「パレロワイヤル」)
- 2012年2月16日 ESCOLTA at Billboard Live OSAKA (Billboard Live OSAKA)
- 2012年4月2日・6日 第88回 日本選手権水泳競技大会 兼 第30回ロンドンオリンピック競技大会代表選手選考会 (東京辰巳国際水泳場) *国歌歌唱
- 2012年4月17日～20日 春の屋久島・甑島クルーズ にっぽん丸ESCOLTA洋上コンサート (博多発着 にっぽん丸船内)
- 2012年9月2日 ちんじゅの森コンサート2012 (明治神宮内 森の中の特設ステージ)
- 2012年9月21日 ESCOLTA PREMIUM DINNER SHOW at HOTEL HANKYU INTERNATIONAL（ホテル阪急インターナショナル）
- 2012年9月27日 ESCOLTA at Blue Note NAGOYA (名古屋ブルーノート)
- 2013年1月27日 それはおしゃれなコンサート2013 (調布市グリーンホール　大ホール)
- 2013年2月28日 ESCOLTA at Billboard Live OSAKA Vol.2 (Billboard Live OSAKA)
- 2013年3月16日 毎日希望奨学金チャリティー in 伊勢 トーク＆コンサート 「星はうたう」  (伊勢市観光文化会館大ホール)